# Свадьба Ривер Сонг
«Свадьба Ривер Сонг» — тринадцатая серия шестого сезона сериала «Доктор Кто». Премьера серии состоялась 1 октября 2011 года на канале BBC One.

## Сюжет
Что-то произошло со временем. Оно остановилось, застряло на 17:02 22 апреля 2011 года и больше не идёт. Причиной этому стала Ривер Сонг, которая в ключевой момент истории отказалась убить человека, которого любит. И теперь вся Вселенная под угрозой.